# Miel en México
México es de los principales productores de miel en el mundo. La abeja maya de la península de Yucatán es la productora nacional de miel más importante. Hay otros siete estados que son productores de miel significativos, como por ejemplo:
En México hay dos tipos de abejas productoras de miel: la Apis mellifera o abeja europea y la Xunán kab o abeja Melipona, sin aguijón de la península de Yucatán. El 20 de mayo es el día mundial de las abejas.

## Historia

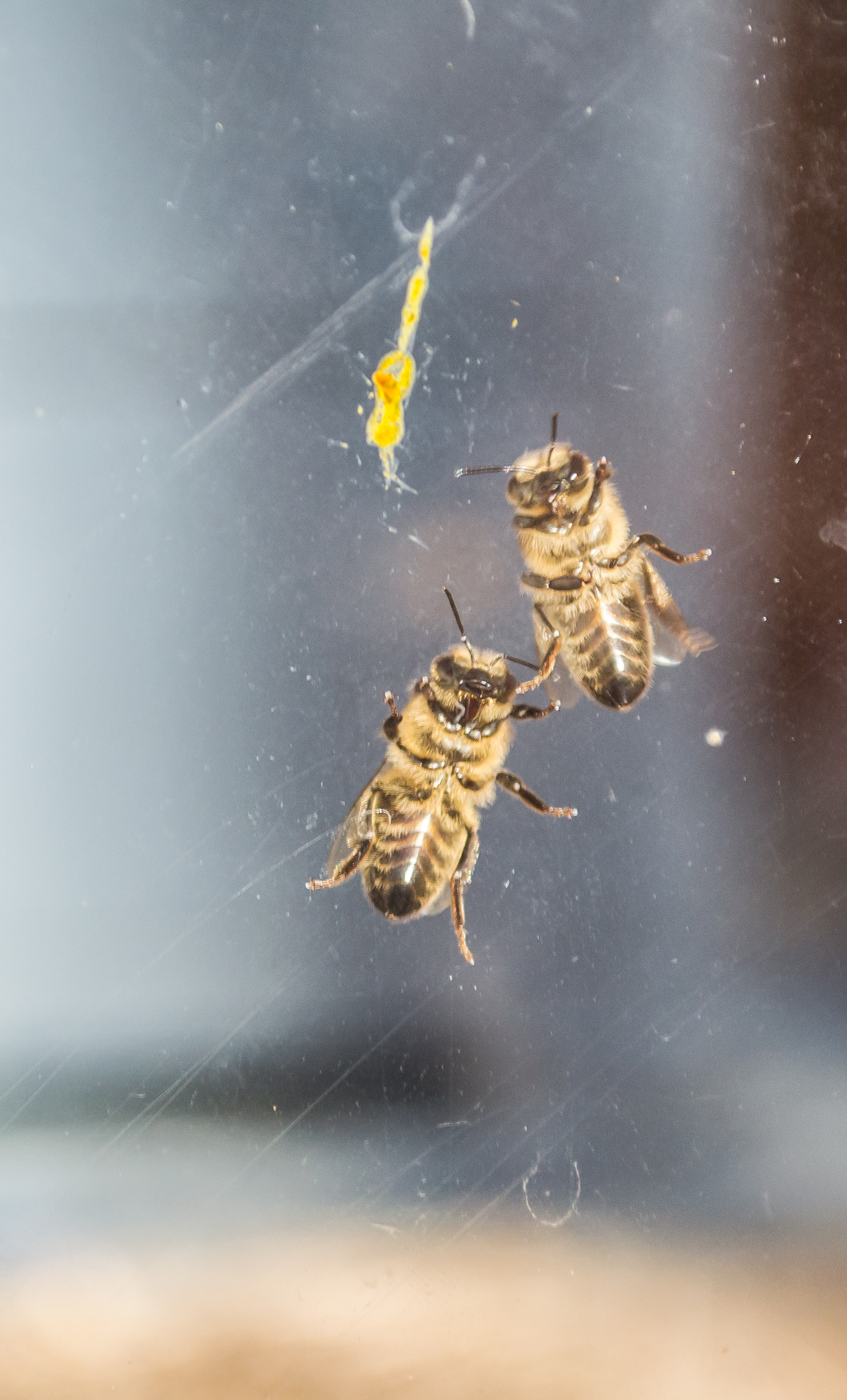
Las abeja smelíferas son grandes productoras de miel en México

Las abejas de la Península de Yucatán formaron parte de la cultura maya. Se les llama abejas nativas. Se caracterizan por no tener aguijón. La especie Melipona beecheii es la más importante. Los mayas la llamaron Xuna´n Kaab y su cría estaba relacionada con sus deidades y sus prácticas medicinales.
Hacia 1760, durante el reinado de los Borbones, las abeja smelíferas fueron introducidas a Nueva España y en especial su explotación en la Península de Yucatán se inició a principios del siglo XX cuando se volvió cada vez más importante el uso de velas de cera.
Después de la Revolución de 1910 y el reparto de tierras en Yucatán, decayó la apicultura. Hacia 1960, se fomentó la producción apícola en manos de los pequeños productores y al inicio del siglo XXI, se empezó a dar un enfoque sustentable a la producción de miel, en parte sustentado por los requisitos de los compradores internacionales, cada vez más enfocado a satisfacer las necesidades de los cada vez más sofisticados clientes internacionales de la miel.

## Principales productores de miel en México
Según el Instituto Nacional de la Economía Social, con más de 70 mil toneladas anuales, México es el quinto productor de miel del mundo y el tercer exportador, con 34 mil toneladas.
Las mieles mexicanas se exportan a Arabia Saudita, Estados Unidos, Alemania, Bélgica, Irlanda del Norte, Reino Unido, Suiza y otros países europeos. En el Viejo Continente la miel se usa desde el inicio de los tiempos. Es el edulcorante más antiguo de la humanidad
En la mayoría del territorio mexicano se produce miel. Yucatán, Campeche, Jalisco, Chiapas, Veracruz, Nuevo León, Estado de México, Michoacán son los estados que más producen. Cada lugar tiene una clase de miel especial, diferente del resto debido a que producen flores de distintos tipos y el tipo de miel depende de cuál se haya polinizado, además del entorno ecológico donde están las colmenas y de la época del año en la que se cosecha. Los colores y sabores son diferentes: unas son más claras que otras, pueden tener cierto sabor ácido, de cítrico, perfumado, salado, claramente frutal o floral y hasta tener cierto dejo amargo. Por ejemplo, la miel de flor de naranja es suave y de color dorado claro, mientras que mieles de mayor densidad o concentración tendrán un color más oscuro y su sabor también será más pronunciado.
De acuerdo con cifras de la Secretaría de Agricultura y Desarrollo Rural (SADER) en 2015 “la apicultura generó en México 100 mil empleos y se produjeron más de 57 mil toneladas de miel al año.” Según el INEGI, “la península de Yucatán aporta el 32% de esa producción. De ella, “17% se genera en el estado de Yucatán, 10% en Campeche y el 5% en Quintana Roo. El 85% de la producción de miel peninsular se destina al mercado internacional, el 10.5 al nacional y el 5% al regional.”

## Las mieles de Yucatán

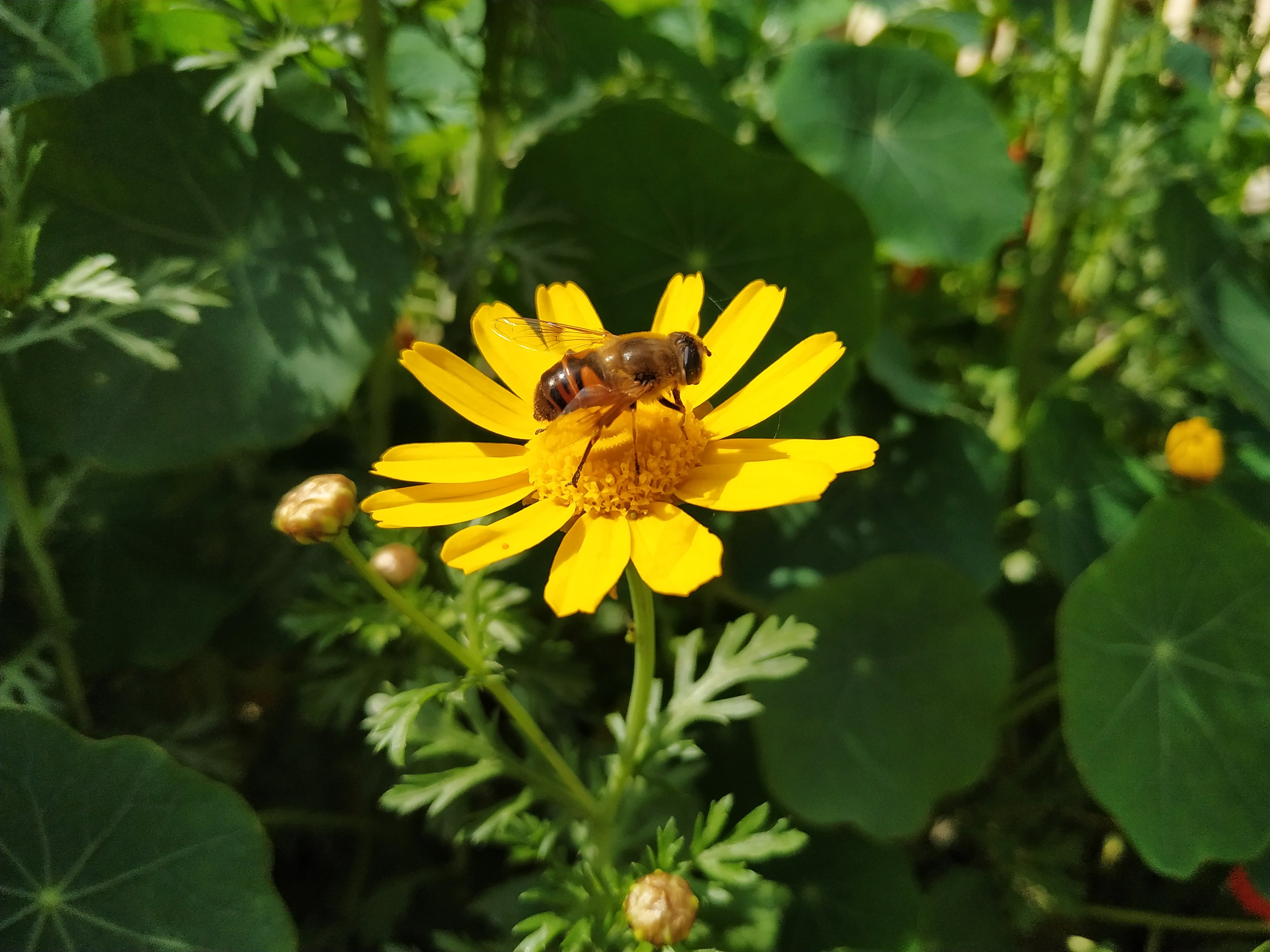
El tajonal es una flor amarilla, parecida a esta, típica de Yucatán

Los productores de la península, junto con la Agencia Española de Cooperación Internacional para el Desarrollo (AECID) han estado buscando obtener la denominación de origen para las diferentes mieles de la zona. El proceso de preparación supone un gran conocimiento del producto, para definirlo, etiquetarlo con sus cualidades y lograr una producción diferenciada, con colonias mejoradas. Es un proceso que toma varios años e implica acuerdo y cooperación de todos los involucrados en la producción, establecer marcas colectivas para experimentar y lograr un alto grado de calidad. El nombre propuesto es Mieles de la Península de Yucatán.